# Six Flags Zhejiang
Six Flags Zhejiang est un parc d'attractions en construction appartenant à Six Flags et situé dans le xian de Haiyan, une subdivision administrative de la province du Zhejiang en Chine. Il comportera des manèges et attractions originales, ainsi que des attractions à thème autour de Garfield et ses amis. En plus d'un parc d'attraction, celui-ci sera accompagné d'un parc aquatique nommé Six Flags Hurricane Harbour.

## Localisation
Le nouveau parc Chinois de Six Flags sera situé au Xian de Haiyan, sur la côte de la baie d'Hangzhou. Le parc est à 72 km du centre-ville de Shanghai.

## Histoire
Six Flags Entertainment Corporation et Riverside Investment Group Co. Ltd, ont annoncé le 23 juin 2014 un nouveau partenariat stratégique pour la construction de plusieurs parcs à thème de marque Six Flags en Chine au cours de la prochaine décennie. Les modalités de l'arrangement n'ont pas été divulguées.
Riverside Investment Group a signé un accord avec le gouvernement de Zhejiang le 29 septembre 2015 décrivant comment les deux entités envisagent de travailler ensemble pour construire un nouveau parc à thème sous marque Six Flags à Haiyan, en Chine.
Le gouverneur de Zhejiang : Li Qiang, le vice-président exécutif : Yuan Jiajun, le président du bureau de tourisme provincial : Zhao Jinyong, le secrétaire du parti de la ville de Jiaxing : Lu Jun, le maire : Lin Jiandong, le secrétaire du comité du comté de Haiyan : Shen Xiaohong, le maire du comté : Zhang Jian, le Président du conseil d'administration de Riverside Investment Group : Li Zhe, le président : Zhang Xiaomei, le président de la société de développement international de Six Flags : John Odum et d'autres invités ont assisté à la cérémonie des signatures des contrats.
La préparation du terrain, qui comprend le parc Six Flags et le développement immobilier de 30 milliards de yuans (3,9 milliards d'euros), a été officiellement interrompu le 4 janvier 2016. Le resort qui comprend Six Flags Haiyan a été le plus grand des 11 projets majeurs qui ont éclaté dans les projets du Zhejiang et, en raison de sa nature unique, le seul projet de tourisme culturel d'intégration à grande échelle a attiré beaucoup d'attention. Il devrait créer plus de 100 000 emplois et attirer plus de 12 millions de visiteurs par an. Le nouveau centre d'exposition de 234 millions de yuans (3,07 milliards d'euros) a été terminé fin de 2016, compris dans la première partie du développement. Le parc d'attractions Six Flags devait ouvrir ses portes en 2019, la date est repoussée à 2020.
Les deux partis ont annoncé le 19 décembre 2016 un accord pour la construction d'un nouveau parc aquatique adjacent à Six Flags Haiyan. La construction est officiellement en cours pour Six Flags Zhejiang, ancrant un développement de villégiature de 30 milliards de yuans (3,9 milliards d'euros) sera situé sur la côte de la baie de Hangzhou. Mark Kane a également été annoncé comme nouveau directeur général et président du parc Six Flags. M. Kane, qui a précédemment été président du parc pour Six Flags Great Adventure et Six Flags New England, supervisera les opérations quotidiennes de la propriété chinoise.
C'est le 16 juillet 2017 que le gouvernement local a annoncé l'ouverture du Zhejiang Six Flags International Resort Exhibition Center (un centre d'exposition) pour le 28 juillet 2017. Plusieurs élus locaux ont également visités ce centre d'exposition qui fera partie intégrante du resort Chinois.

## Parc
Six Flags Zhejiang accueillera des montagnes russes, des manèges et des attractions. Le parc comportera également des sections à thème élaborée qui célèbrent les traditions chinoises, les spectacles et les événements saisonniers, ainsi qu'une grande variété d'offres culinaires et de magasins. Six Flags Zhejiang sera thématisé d'après Garfield et les personnages de la célèbre bande dessinée.
Six Flags Hurricane Harbor disposera de toboggans aquatique, d'une piscine à vagues massive, d'une lazy river et d'une aire de jeux d'eau pour enfants.